# Écoquartier Clause-Bois Badeau
L'éco-quartier « Clause-Bois Badeau » est un quartier de la ville de Brétigny-sur-Orge dans le département de l'Essonne.
Lancé en 2003, le projet d'aménagement urbain consiste en la rénovation et en la valorisation d'une vaste friche agro-industrielle de 45 hectares environ. L'aménagement du quartier Clause-Bois Badeau a été confié par la commune de Brétigny-sur-Orge à une société d'économie mixte, la SORGEM, et a fait l'objet d'une charte d'aménagement durable signée par la ville de Brétigny, la Communauté d'agglomération du Val d'Orge, le Conseil général de l'Essonne et la Région Île-de-France,.

## Présentation

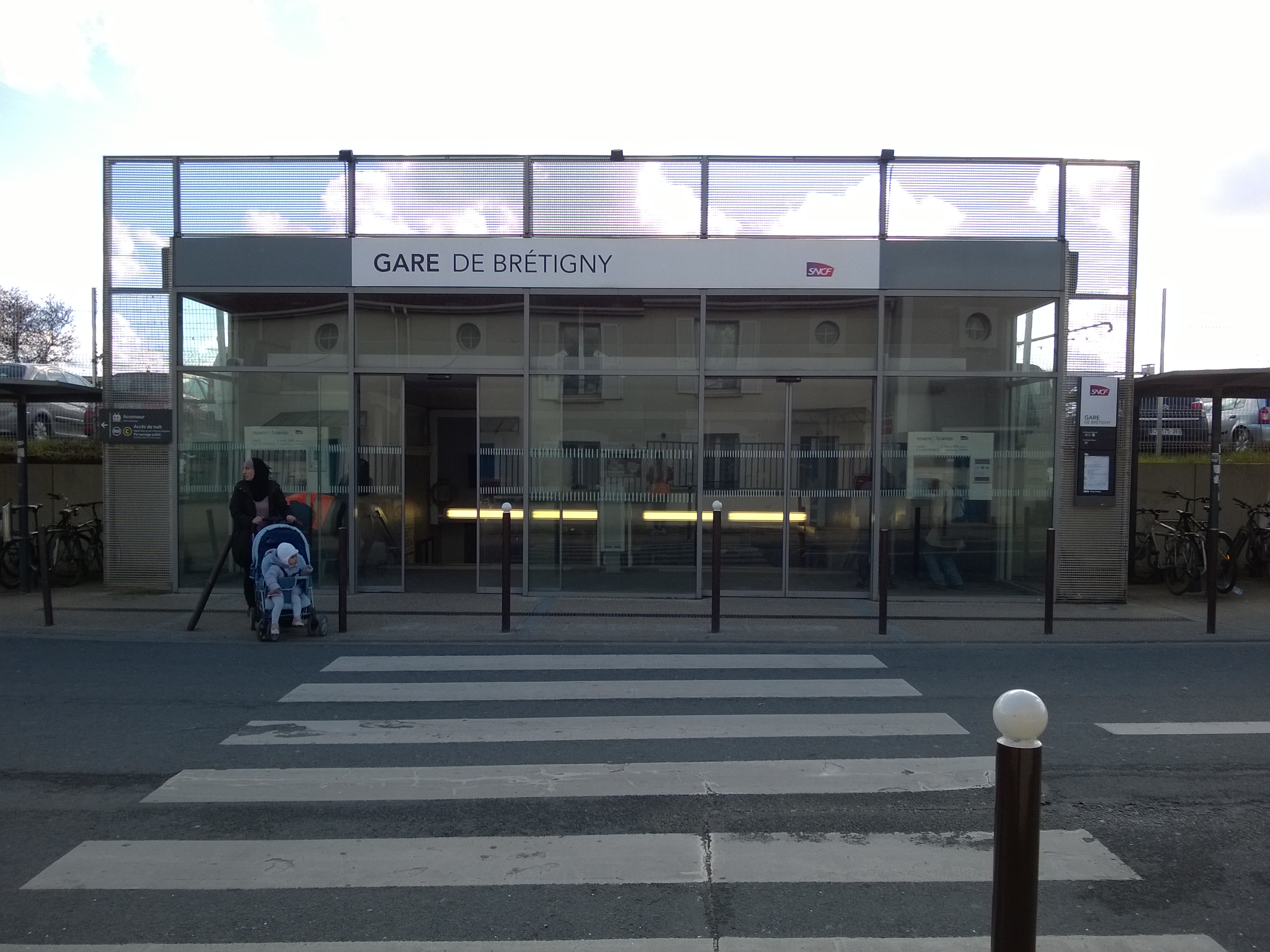
L'accès secondaire de la gare RER de Brétigny desservant le quartier.

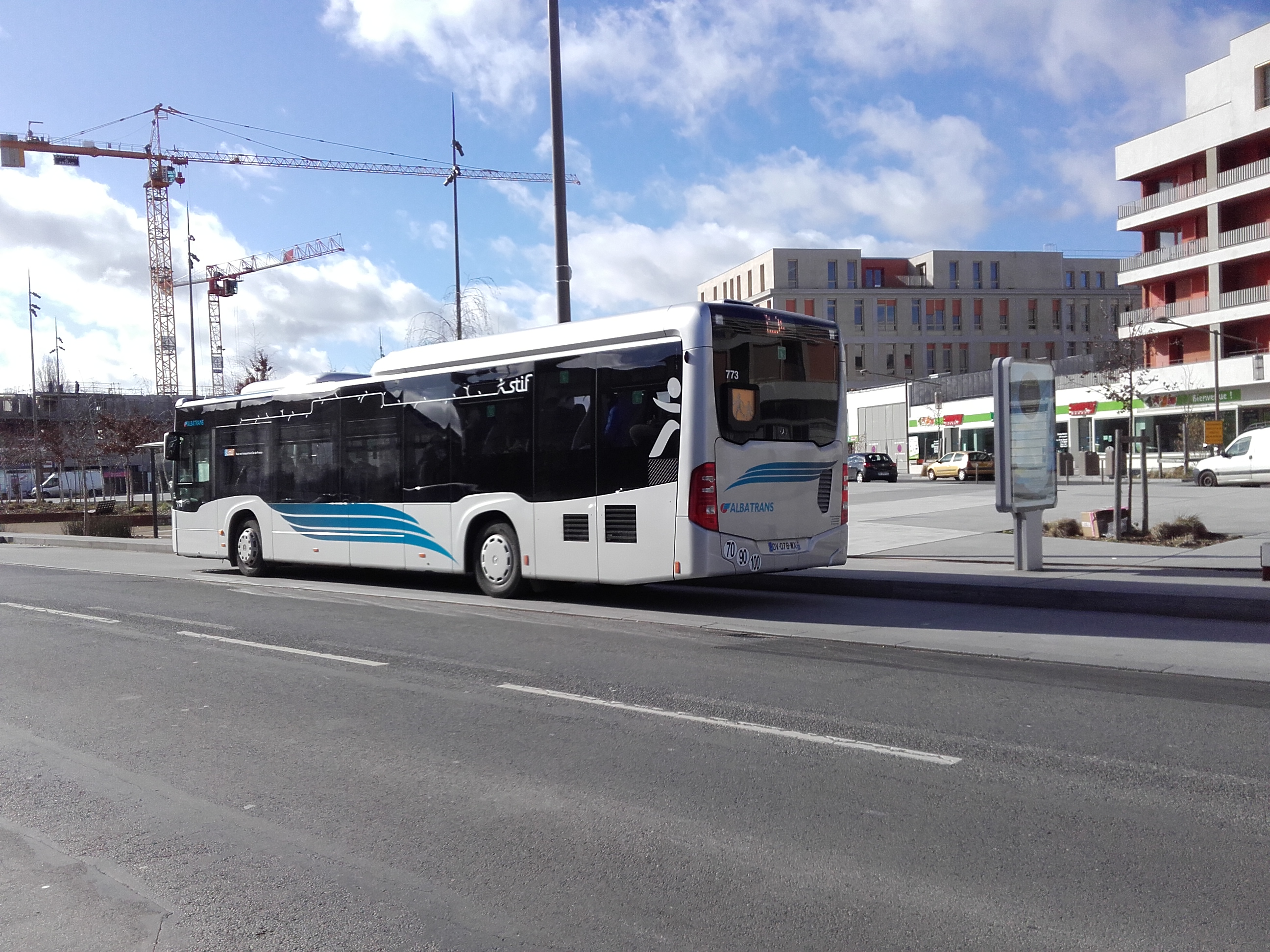
Ligne 91-04 à l'arrêt de bus Lucien Clause.

Situé à Brétigny-sur-Orge, à 30 km de Paris et 20 km d'Orly, l'éco-quartier Clause-Bois Badeau est desservi par le RER C et le réseau routier sud-francilien N 20, N 118, La Francilienne (N 104), N 7, A 86, A 6. Construit à proximité de la gare RER de Brétigny, la réalisation de l'éco-quartier Clause-Bois Badeau comprend la construction d'environ 2 400 logements, de commerces, bureaux et locaux d'activités sur une ancienne friche agro-industrielle. Le projet prévoit également la construction d'équipements publics : un parc de 10 hectares, deux groupes scolaires, un gymnase et une médiathèque notamment,.
La construction de l'éco-quartier, initiée en 2003 et livrée d'ici à 2029, se déroule en quatre étapes :
- 2003 : acquisition avec le soutien de l'État et portage du foncier par l'Agglomération du Val d'Orge.
- 2009-2014 : première étape de construction concernant les quartiers Sorbiers et Mesnil. Les premiers habitants sont arrivés dans le quartier mi-2012.
- 2014-2020 : deuxième étape de construction concernant les quartiers Bois de Châtre et Faubourg du Bois centre.
- 2020-2029 : dernière phase de construction concernant les quartiers Faubourg du Bois nord et sud.

## Enjeux du projet
Reliant le centre-ville de Brétigny-sur-Orge, la gare RER C et la vallée de l'Orge, l'éco-quartier constitue un trait d'union entre le passé agro-industriel, dont certains éléments de patrimoine ont été conservés, et la ville durable, attentive aux enjeux environnementaux, économiques et sociaux. Ce nouveau quartier urbain propose des logements individuels, intermédiaires et collectifs (HLM) construits à proximité d'un grand parc ouvert sur la vallée de l'Orge.

### Le développement durable
Bénéficiant du label éco-quartier, le projet d'aménagement urbain se doit de proposer des logements offrant des performances énergétiques significatives. Ce quartier urbain responsable répond ainsi aux normes du développement durable alliant les volets sociaux, environnementaux et économiques en promouvant une gestion raisonnée des ressources, en participant au dynamisme économique du territoire et en offrant des outils de concertation pour favoriser une vision collaborative du quartier.
Afin de limiter la consommation d'énergies fossiles, l'électricité, le chauffage, et l'eau chaude sanitaire seront majoritairement produits par des énergies renouvelables ; une soixantaine de logements sociaux ont d'ores et déjà été construits dans des bâtiments à énergie positive. Par ailleurs, des corridors biologiques de type « trame verte » sont créés pour consolider la biodiversité de la faune et la flore tout en permettant une gestion naturelle des eaux pluviales en les réintégrant dans les zones humides endogènes. L'éco-quartier tend à développer d'autres modes constructifs ; ainsi un programme en construction bois de 43 logements est en cours de développement.

### Convertir le patrimoine architectural local pour le conserver
Le projet d'éco-quartier de Clause-Bois Badeau permet de conserver le patrimoine agricole et industriel local en le convertissant pour qu'il réponde aux exigences environnementales. Le Maison des Sorbiers illustre cette volonté de la municipalité de réhabiliter son patrimoine architectural. Cette ancienne demeure construite en 1912 a été dévastée par un incendie : voué à disparaître, ce bâtiment atypique a fait l'objet d'une mobilisation pour sa conservation et s'inscrit désormais pleinement dans l'ambition durable du quartier puisqu'il abrite la maison de l'écocitoyenneté et les services de l'Agenda 21 de la commune.

Galerie de photographies
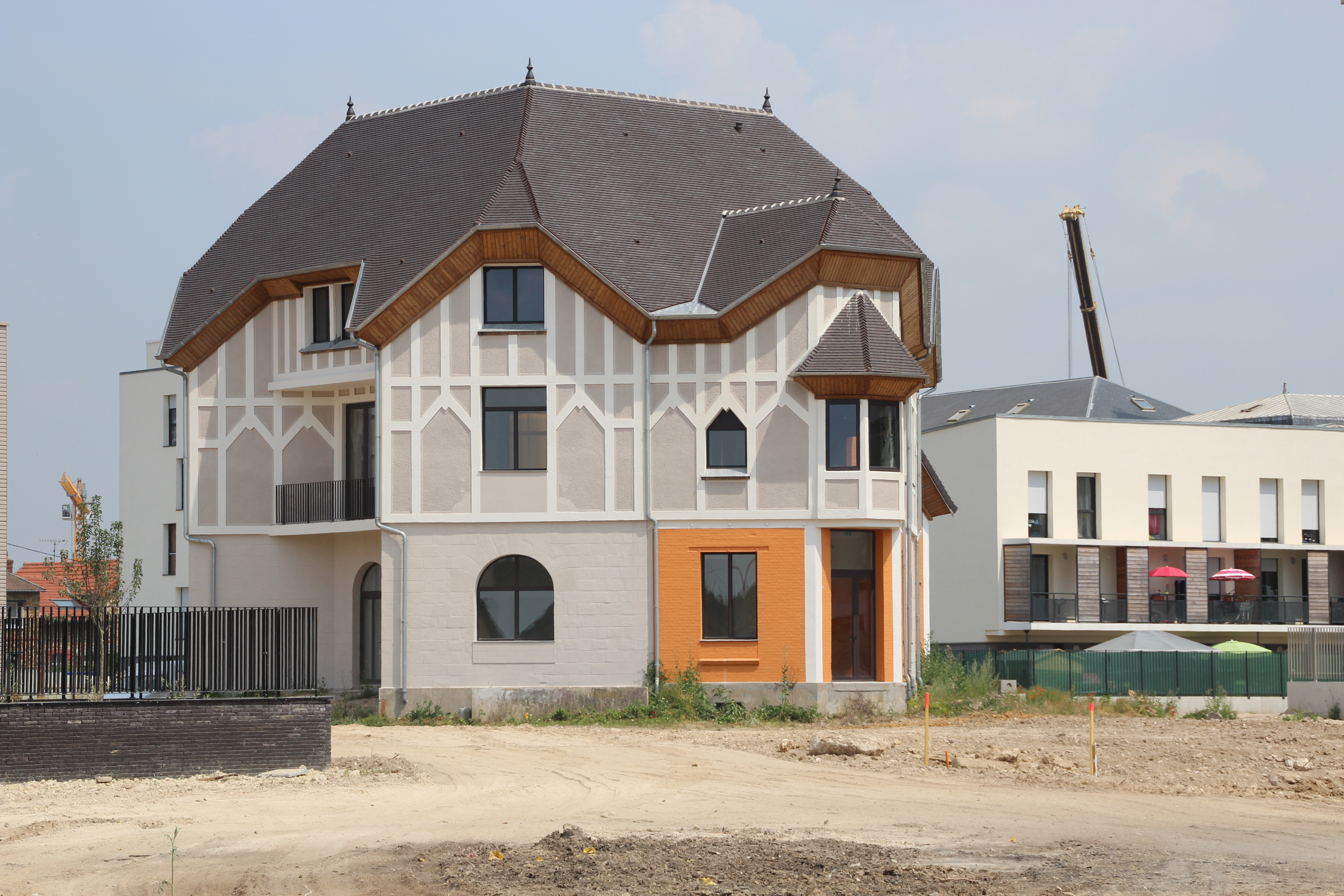
La Maison des Sorbiers et la résidence des Sorbiers gérée par le bailleur social 3F.
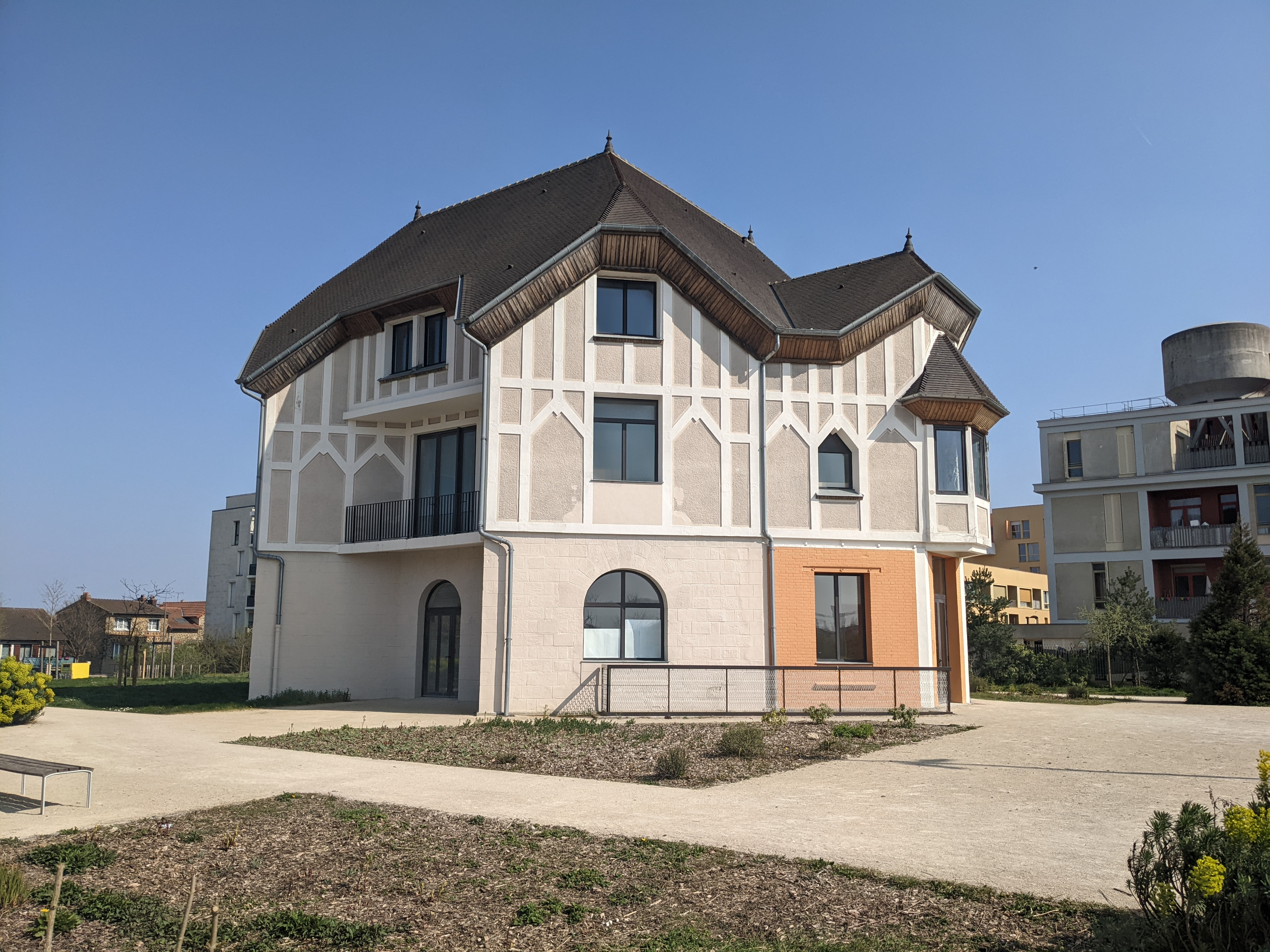
La Maison des Sorbiers restaurée, en 2022.
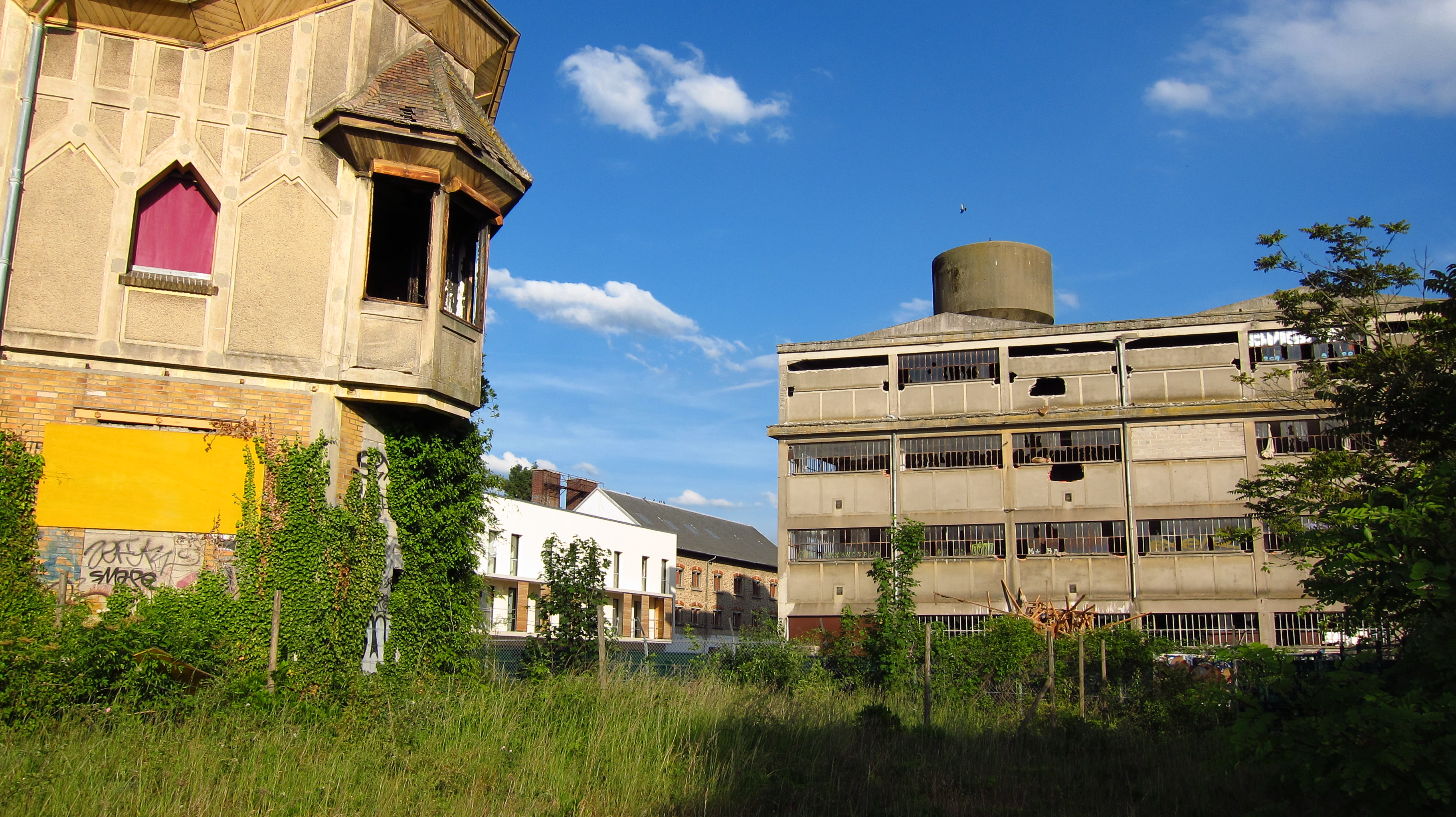
La Maison des Sorbiers et l'usine Clause en 2011.
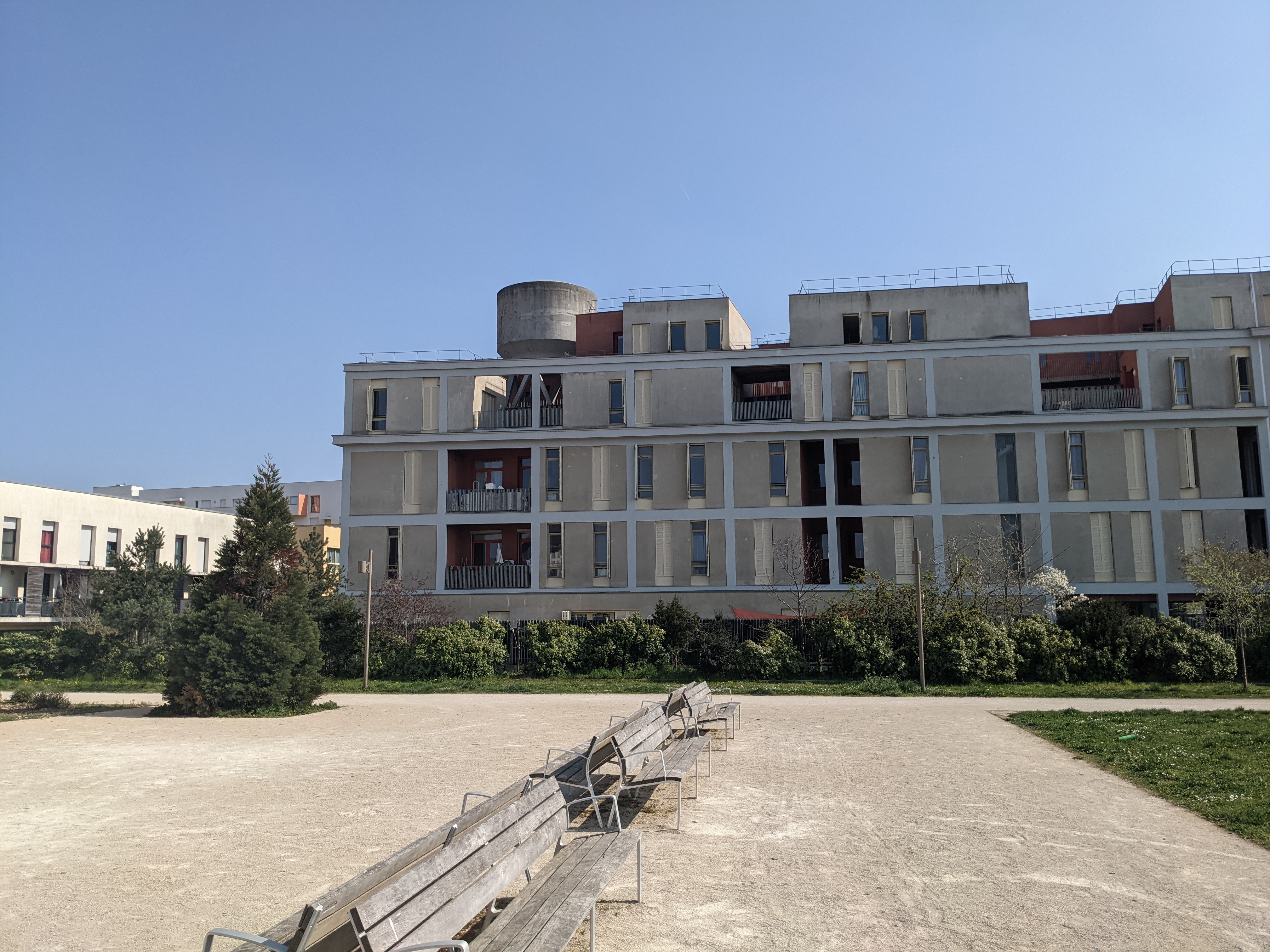
Bâtiment restauré de l'ancienne usine Clause.
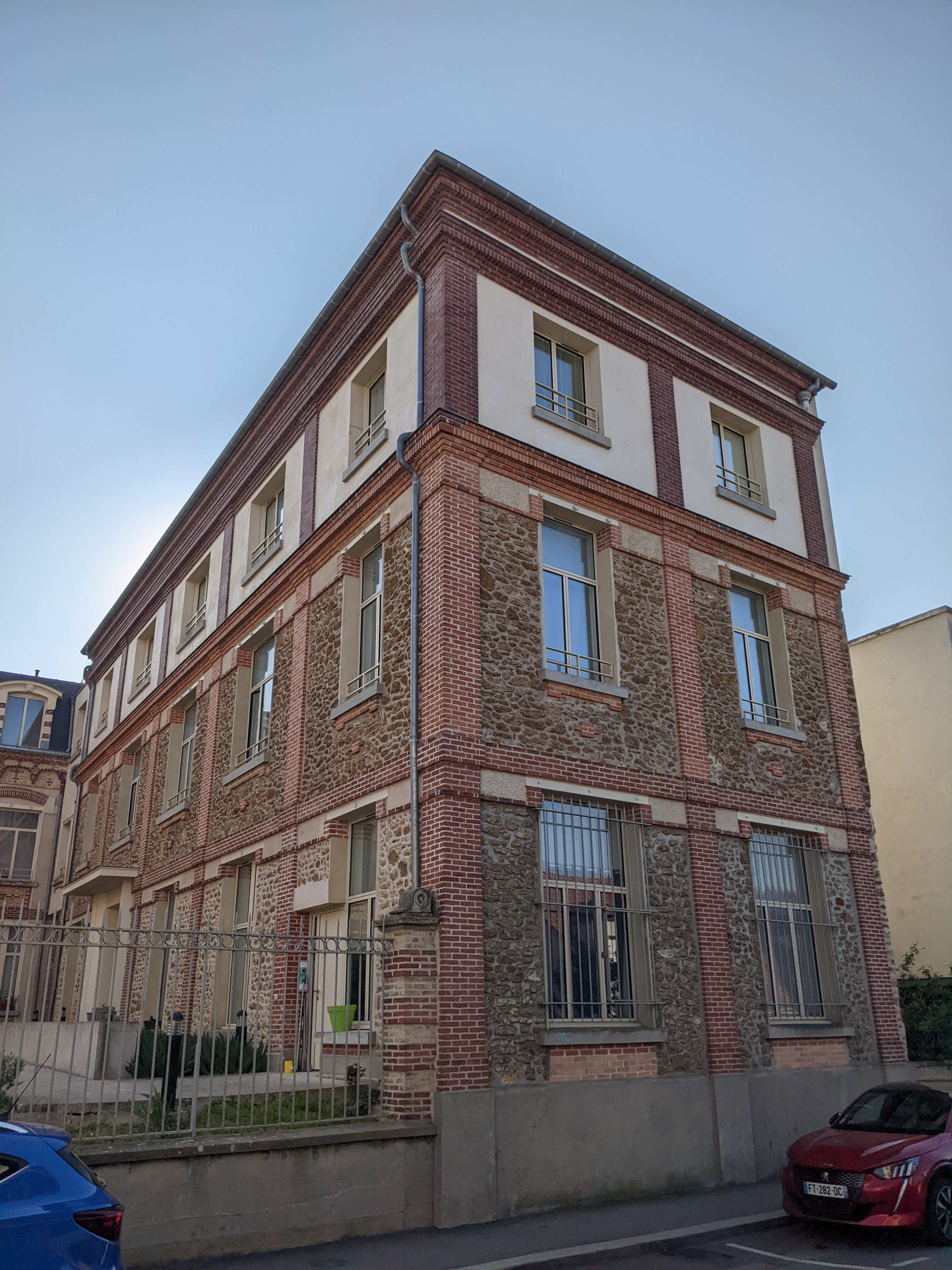
Bâtiment restauré de l'ancienne usine Clause.
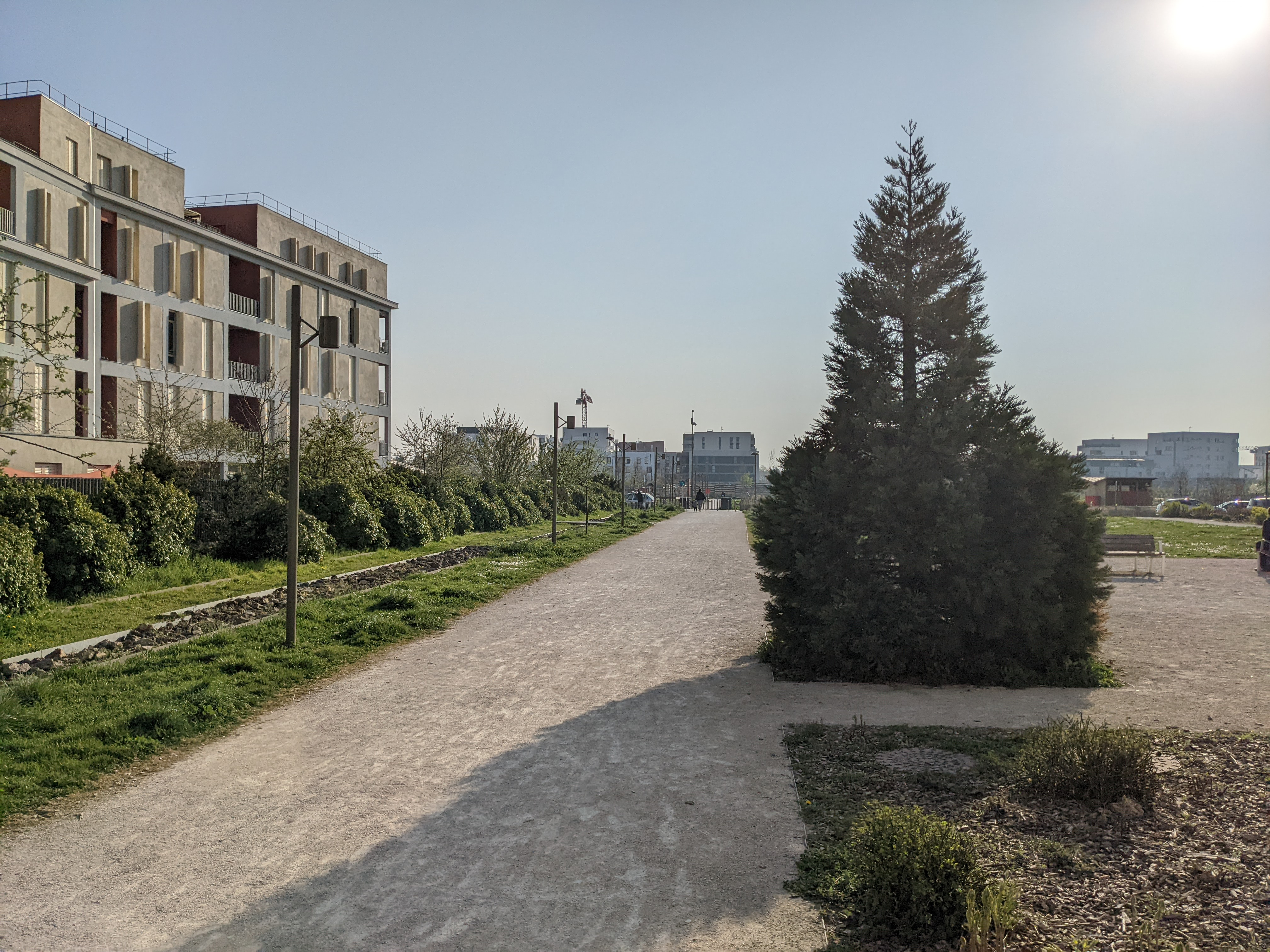
Le Jardin des Sorbiers.

### Développer les aménagements publics
L'éco-quartier Clause-Bois Badeau prévoit également la construction d'infrastructures publiques à proximité des zones d'habitation et de vie répondant aux exigences environnementales tout en valorisant le patrimoine municipal. Le groupe scolaire Aimé-Césaire a été construit dans l'ancienne ferme du Mesnil : rénovée et agrandie, ce bâtiment permet d'accueillir 15 classes sur une superficie de 4 000 m2 et est certifiée HQE. L'intégration du groupe scolaire dans le quartier est renforcée par la création d'une salle polyvalente ouverte aux habitants.
La construction d'une seconde médiathèque à Brétigny-sur-Orge axée sur l'accès à la culture et à l'information. Le projet contribue à offrir de nouveaux espaces de connaissance, de sociabilité et de convivialité. La médiathèque a été conçue selon le concept sociologique de 3e lieu caractérisant un espace de socialisation qui se démarque du foyer et du lieu de travail visant à favoriser l'échange entre les personnes. Elle a été ouverte en octobre 2018.

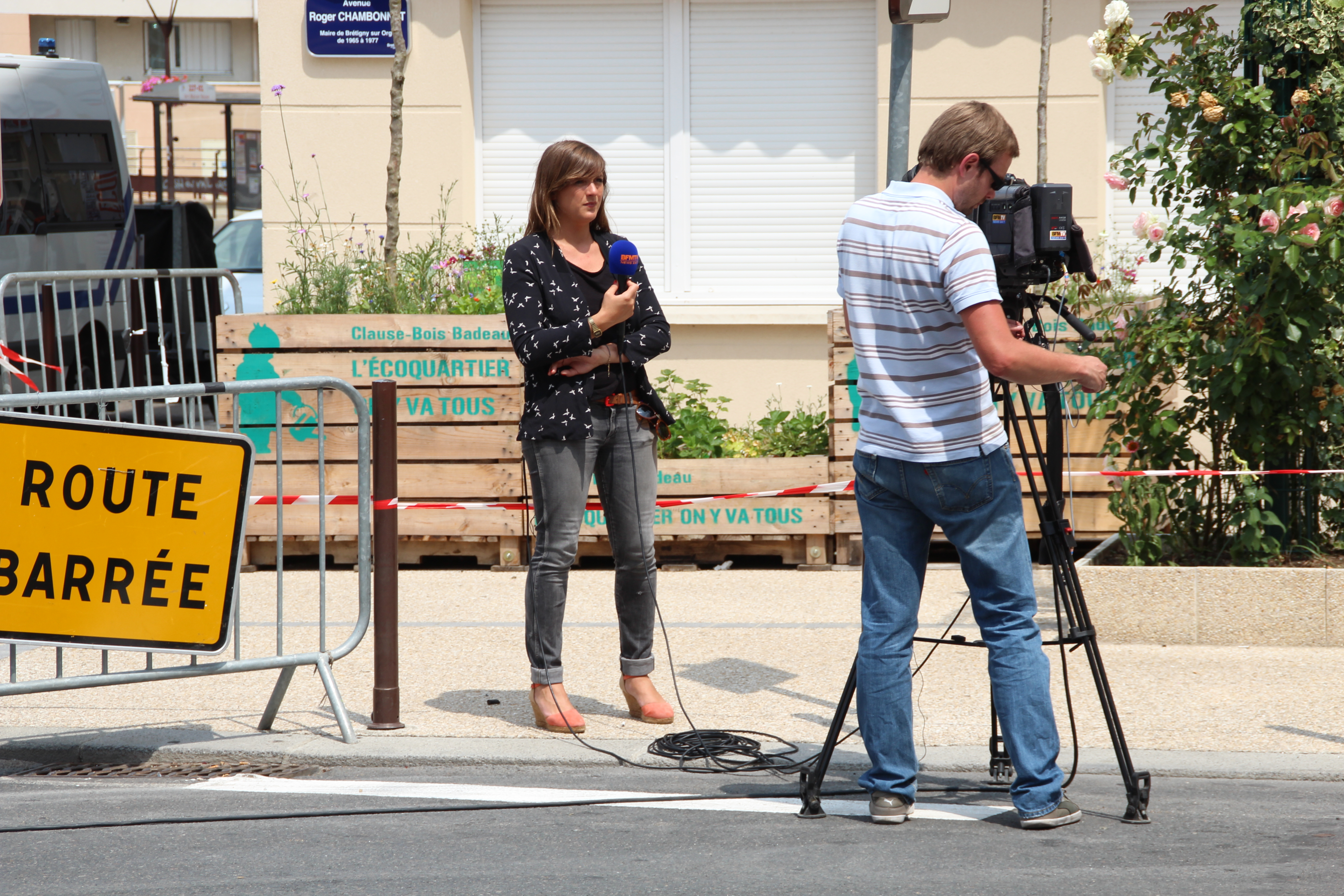
Journaliste devant la Gare RER de Brétigny durant l'Accident ferroviaire de Brétigny-sur-Orge. On y distingue en arrière plan des pots de fleurs du quartier

Le parc Bois Badeau dont la constitution fut achevée en été 2014, est un parc sur 10 hectares pour contribuer au lien ville/campagne mis en œuvre dans l'éco-quartier. Ouvert sur la vallée de l'Orge, il assure les continuités écologiques à l'échelle du quartier et de la vallée dans une logique d'aménagement durable.

## Distinctions
- Les secteurs Mesnil et Sorbiers du projet d'éco-quartier de Clause-Bois Badeau se sont vus décerner le label Éco-quartier par la ministre du Logement, Emmanuelle Cosse, en 2016[24].
- La Région Île-de-France a également désigné Clause-Bois Badeau lauréat de l'appel à projets « 100 quartiers innovants et écologiques »[25].
- L'éco-quartier s'est également vu attribuer le label « Nouveau Quartier Urbain » en 2009 par la Région[26].
- Par ailleurs, le prix national construction en bois - 1er prix de l'aménagement d'intérieur 2015 - a été octroyé au groupe scolaire Aimé-Césaire[27].